# 联共（布）清党
清党是联共（布）及其前身俄共（布）采取的纯洁党组织的政治运动和组织措施。
联共（布）（包括俄共（布））历史上，从1919年到1939年曾开展过五次全党规模的清党。清党是在联共（布）中央的领导下，以大规模组织清洗的方式，将不符合党员标准的人成批清除出党。

## 第一次清党
1919年3月到10月。俄国十月革命后一年多时间内，俄共（布）党员成分变化很大。十月革命前，党员约24万，绝大多数党员是工人。十月革命后，俄共（布）成为执政党，入党人数猛增，其中有大批农民和小市民。党内纪律松弛、违法乱纪现象抬头。到俄共（布）第八次代表大会时，党员已达31.3万。1919年3月18日，俄共（布）第八次代表大会召开，大会决定：第一，对全体党员进行一次普遍重新登记；第二，此后党应密切注意自己的社会成分。重新登记即重新审查党员，将不符合党员条件者不予登记（即清除出党）。俄共（布）还利用战争条件来检验党员的党性，在动员中不愿上前线者被清除出党。此外还利用“共产主义星期六义务劳动”清党，“凡是在1917年10月25日以后入党而没有以特别的劳动或功绩证明自己绝对可靠，对党忠实和能够成为共产党人的一切党员，都应当经过这样的审查。”此次清党共清除14万多人。在苏俄处于欧美国家及白军包围的情况下，1919年8月到9月，俄共（布）各地党组织在完成党员重新登记后相继举办“征收党员周”，仅俄罗斯联邦欧洲部分38个省便有20多万人（主要是工人）入党。到1920年3月，党员总数增长到61.1万。

## 第二次清党
1921年6月到12月。是在俄罗斯内战结束、新经济政策实行之际开展。到1921年俄共（布）第十次代表大会时，党员人数已达73万人。大批党员已在内战中死亡，大量新党员来自农村和城市，入党手续也不严格。党内部分势力结成派别，反对新经济政策。1921年3月俄共（布）第十次代表大会通过《关于党的建设问题》的决议，对清党作出规定。
1921年6月21日，俄共（布）中央委员会和中央监察委员会通过《关于党员审查、甄别和清党问题的决议》，具体部署清党。这次清党中，征询非党劳动群众对被审查党员的意见，作为衡量党员的重要标准。列宁在 《关于清党》一文中指出了重视非党劳动者意见的重要性。利用此次清党，消除了派别活动，俄共（布）第十次代表大会宣布立即解散一切按照某种纲领组成的派别，如“民主集中派”、“工人反对派”等等；对违反代表大会决议者，立即无条件开除出党。列宁也说只要这些人停止派别活动，仍可留在党内任职。清党中规定了更严格的入党条件。1921年12月，俄共（布）代表会议总结了这次清党，通过《关于根据审查党员的经验巩固党的问题的决议》。此次清党共清除党员21万人。
到1922年3月俄共（布）第十一次代表大会时，党员总数已降至53.2万人。1922年，列宁向俄共（布）第十一次代表大会写了《关于接受新党员的条件》的信，总结1921年清党的经验教训。根据列宁的建议，俄共（布）第十一次代表大会将接收入党人员的情况分为三类。这一规定又写入了第十二次代表大会通过的党章。1922年到1928年几次局部对非工人支部的清党中，被开除、自动退党、没有重新登记的党员及预备党员共260144人。

## 第三次清党
1929年4月到1930年6月。1929年4月联共（布）第十六次代表会议通过《关于清洗和审查联共（布）党员和预备党员的决议》，开始第三次清党。联共（布）监察委员会组成审查委员会，负责清党工作。清党的核心任务是改变党的社会成分。提出“到1930年底，争取党的成分中至少有一半是生产工人”。清党仍重视吸收非党工农群众参加并发表意见。 另外还通过各种报刊、会议，广泛开展批评与自我批评。在清党中吸收数十万产业工人入党。联共（布）第十六次代表大会对这次清党作出总结。

## 第四次清党
1933年到1934年。1932年12月1日，联共（布）中央政治局会议决定清党。1933年1月12日，中央委员会和中央监察委员会的联席会议追认了中央政治局决议，开始清党。此次清党组织方法和工作方法与前几次清党相同。清党决议中未强调改善党的成分， 却强调“在党内确保无产阶级铁的纪律”。清党中未同时举行集体入党，也停止了吸收党员。清党还提出“把一切不可靠的、不坚定的和混进党内的分子清洗出党”。这种提法使一些地方出现打击报复、迫害党员的现象。1933年1月清党开始，1934年结束。1935年审查党证。1935年12月，联共（布）中央委员会全体会议总结了清党及审查党证工作。此次清党共清除党员104780人。

## 第五次清党
1936年9月到1939年。即斯大林主导的大清洗。1934年12月1日，党和国家领导人之一、中央政治局委员、中央书记、列宁格勒州委书记基洛夫被暗杀。内务人民委员会经一年多预审及调查，认定基洛夫是被“托洛茨基—季诺维也夫暗杀集团总部”谋杀。1936年8月，苏联最高法院军事审判庭公开审判”托洛茨基-季诺维也夫暗杀集团总部”主要成员季诺维也夫、加米涅夫等19人。其中16人被判处死刑。1936年9月，中央政治局任命叶若夫接替雅戈达为内务人民委员，在党内开始全面清洗。这次清党与前几次清党的对象不同，方法也不同，造成了严重的恶果。清党对象不仅是不符合党员标准者，还有党内暗藏的特务、间谍、托洛茨基分子等反革命分子。清党方法不再是党组织与群众参与相结合，而是党组织与专政机关相结合。对被清洗者采取逮捕、监禁、枪决。造成大批冤案。1937年3月和1938年1月，联共（布）中央两次做出决议，纠正清党中发生的盲目开除、迫害党员等错误。1939年3月联共（布）第十八次代表大会上，斯大林作修改党章的报告，肯定清党成绩，并提出今后将停止定期大批清党的做法，党可用普通方法将违反党纲、党章、党纪者清除出党，该结论被写入党章。此次清党共清除党员27万人。
1939年3月，联共（布）第十八次代表大会通过的决议中提出，今后不再开展大规模清党运动， “停止按期大批清党，规定党可以采用普通方式把违反党纲、党章、党纪的人清除出自己的队伍。”此后苏联未再进行过大规模清党，但仍进行过清除党员的工作。例如1973年到1974年更换党证期间，约34万多人因为背离党的生活准则、违反纪律、同党组织失去联系而未领到新党证。